# Mark Bell
Mark Bell (Birkenhead, 21 de junho de 1960 — Bebington, 30 de janeiro de 2009) foi um ciclista britânico que competiu nos Jogos Olímpicos de 1984.